# الساندرو آبوندانزا
الساندرو آبوندانزا (انگلیسی: Alessandro Abbondanza؛ زادهٔ ۸ ژانویهٔ ۱۹۴۹) بازیکن فوتبال اهل ایتالیا است.
از باشگاه‌هایی که در آن بازی کرده‌است می‌توان به باشگاه فوتبال سورنتو کالچو، باشگاه ورزشی لاتزیو، باشگاه فوتبال سالرنیتانا، باشگاه فوتبال مونتسا، باشگاه فوتبال کروتونه، باشگاه فوتبال پیزا، و باشگاه فوتبال ناپولی اشاره کرد.